# Lysická obora
Lysická obora je přírodní památka jihozápadně od obce Drnovice, na severozápadním okraji obce Lysice v okrese Blansko. Důvodem ochrany je bývalá obora navazující na zámecký park, sbírka domácích i exotických dřevin.